# Шлирбак
Шлирба́к (фр. Schlierbach) — коммуна на северо-востоке Франции в регионе Гранд-Эст (бывший Эльзас — Шампань — Арденны — Лотарингия), департамент Верхний Рейн, округ Мюлуз, кантон Брёнстат. До марта 2015 года коммуна административно входила в состав упразднённого кантона Сирентс (округ Мюлуз).
Площадь коммуны — 11,8 км², население — 1053 человека (2006) с выраженной тенденцией к росту: 1137 человек (2012), плотность населения — 96,4 чел/км².

## Население
Численность населения коммуны в 2011 году составляла 1153 человека, а в 2012 году — 1137 человек.
| 1962 | 1968 | 1975 | 1982 | 1990 | 1999 | 2006 | 2007 | 2008 | 2011 | 2012 |
| ---- | ---- | ---- | ---- | ---- | ---- | ---- | ---- | ---- | ---- | ---- |
| 527  | 545  | 613  | 705  | 801  | 930  | 1053 | 1070 | 1158 | 1153 | 1137 |

Динамика населения:

## Экономика
В 2010 году из 761 человек трудоспособного возраста (от 15 до 64 лет) 595 были экономически активными, 166 — неактивными (показатель активности 78,2 %, в 1999 году — 74,4 %). Из 595 активных трудоспособных жителей работали 560 человек (283 мужчины и 277 женщин), 35 числились безработными (22 мужчины и 13 женщин). Среди 166 трудоспособных неактивных граждан 56 были учениками либо студентами, 68 — пенсионерами, а ещё 42 — были неактивны в силу других причин.
На протяжении 2011 года в коммуне числилось 437 облагаемых налогом домохозяйств, в которых проживало 1139,5 человек. При этом медиана доходов составила 30740 евро на одного налогоплательщика.

## Достопримечательности (фотогалерея)

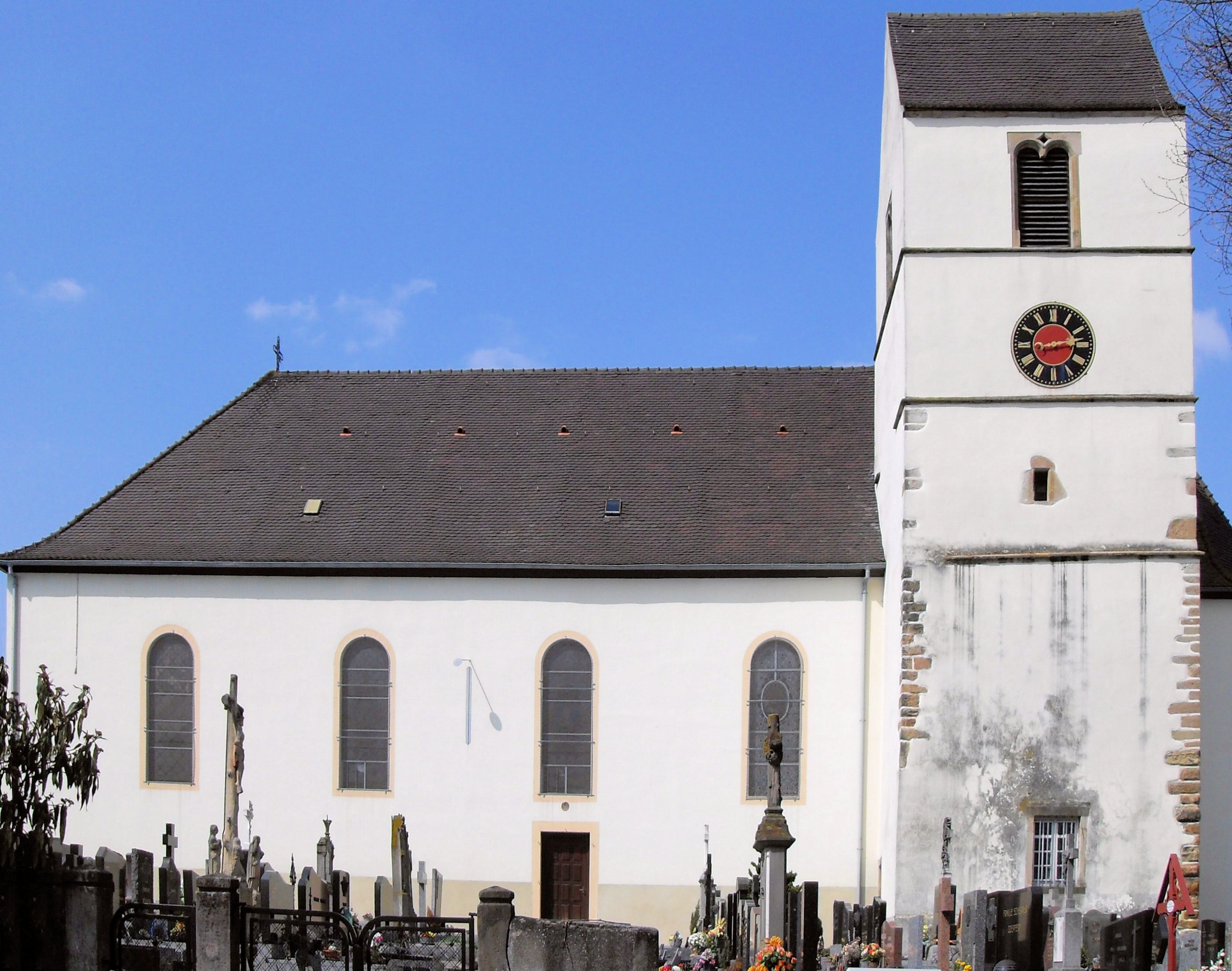
Церковь